# Brainly
Brainly este o companie de tehnologie educațională cu sediul în New York City, New York, Statele Unite ale Americii. Este deținută de compania poloneză Brainly.pl.
Acesta operează un grup de rețele de învățare socială pentru studenți și educatori. Brainul pledează pentru a împărtăși și a explora cunoștințele într-o manieră colaborativă și pentru a se angaja în asistență educațională de la egal la egal. Rețeaua are elemente de gamificare sub formă de puncte motivaționale și ranguri și încurajează utilizatorii să se angajeze în comunitatea online, punând întrebări și răspunzând celorlalți studenți.
Brainly a atins în anul 2014 cifra de 22 de milioane de utilizatori, e disponibilă în 30 de țări și în 6 limbi diferite (inclusiv în România). În 2014, dezvoltatorii Brainly au extins rețeaua cu încă 13 versiuni noi.
Dacă calitatea răspunsurilor primite nu li se pare corectă, utilizatorii pot verifica cu ajutorul unuia din cei 300 de voluntari, care monitorizează acuratețea și veridicitatea informațiilor. Moderatorii pot fi atât elevi sau studenți, cât și profesori, specialiști sau chiar doctoranzi. ”Unii dintre profesorii care monitorizează activitatea pe site, au atins vârsta de pensionare, dar nu se pot despărți de procesul educațional. Aceștia nu pot da însă note”, spune șeful Brainly, Michał Borkowski.
În România există un site aparte dedicat elevilor și studenților din România și Republica Moldova, numit brainly.ro.

## Istoric
Inițial, denumit Zadane.pl, compania a fost înființată în 2009 în Polonia de către Michał Borkowski (actualul director executiv), Tomasz Kraus și Łukasz Haluch. În ianuarie 2011, compania a fondat Znanija.com, primul proiect internațional dedicat vorbitorilor de limbă rusă. Mai multe versiuni în mai multe limbi pentru următoarele piețe au inclus Turcia (eodev.com), America Latină și Spania (brainly.lat) și Brazilia (brainly.com.br). În decembrie 2013, s-au lansat șapte versiuni lingvistice ale site-urilor Brainly, printre care se numără limba engleză (brainly.com), indoneziană (brainly.co.id), hindi (brainly.in), filipineză (brainly.ph), thailandeză (brainly-thailand.com), română (brainly.ro) și italiană (brainly.it). Brainly a fost inițial finanțat de co-fondatori, dar apoi a strâns fonduri din Point Nine Capital. În octombrie 2014, compania a anunțat că a ridicat o nouă rundă de finanțare de la General Catalyst Partners, Runa Capital și alte firme de capital de risc. Valoarea totală a investiției a fost de 9 milioane de dolari și a permis dezvoltarea în continuare a produselor, precum și deschiderea sediului central din SUA în New York City.